# 卡佳·莫洛措娃
卡佳·莫洛措娃（俄语：Катя Молодцова，羅馬化：Katya Molodtsova，？—）是俄羅斯插畫家，現定居台灣。

## 生平
2019年8月，由設計師江孟芝設計的台灣國立集集美術館彩繪列車上的石虎圖形，被發現是挪用了卡佳·莫洛措娃所繪的花豹插圖，引起爭議；江孟芝道歉、表示圖是在Shutterstock圖庫買的。莫洛措娃得知此事後，便畫了三張石虎插圖，供台灣民眾和保育團體使用。同年9月，莫洛措娃受邀訪台，出席9月18日的國立集集美術館彩繪列車啟動典禮；其後還與石虎專家陳美汀碰面，在其陪同下參觀苗栗石虎米產地；莫洛措娃表示這次台灣之行是她第一次造訪亞洲。
2020年3月，莫洛措娃繪製以台灣為背景、戴口罩、洗手的石虎插圖，祝福台灣平安挺過疫情。
莫洛措娃也為木馬文化2020年出版的維·比安基經典作品《森林報報》繪製插圖。

## 外部連結
- 卡佳·莫洛措娃的Instagram帳戶